# Nazareth-Konferenzen
Die Nazareth-Konferenzen waren der Anfang eines Projektes von Psychoanalytikern aus England, Israel und Deutschland, dessen Gründungsväter und -mütter sich vorgenommen hatten, zur Lösung von Konflikten beizutragen, die sich zwischen nationalen Gruppen entwickelt haben. Die Konfliktursachen wurden in kollektiven Vorurteilen und Ressentiments angenommen. Ziel der Konferenzen war – und ist es für die Folgeprojekte bis heute –, dieser Vorurteile und Ressentiments gewahr zu werden und – bestenfalls – sie aufgeben zu können. Desmond Tutu verglich die Konferenzen in seinem Vorwort zur deutschen wie englischen Ausgabe des Buches über die Nazareth-Konferenzen mit der nach dem Ende der Apartheid in Südafrika eingerichteten Kommission für Wahrheit und Versöhnung (TRC), deren Vorsitz er innehatte.

## Geschichte
Es sind lange Wege, die einzelne Psychoanalytiker und die sie vertretenden Organisationen – zusammengeschlossen in der International Psychoanalytical Association (IPA) – zurückgelegt haben, bis die erste der drei Konferenzen unter dem Namen Nazareth-Konferenzen 1994 stattfinden konnte. Die Wurzeln reichen zurück bis in das Jahr 1934, als Max Eitingon nach seiner Flucht aus Deutschland die Palästinensische, heute Israelische Psychoanalytische Gesellschaft gründete. Aus ihren Reihen kam ein Teil der diese Konferenzen ins Leben rufenden Psychoanalytiker.
Eine zweite Linie der Geschichte des Projektes nahm 1957 in England ihren Anfang. Dort begann das Tavistock-Institut, die später sogenannten Leicesterkonferenzen zu entwickeln, ein „empirisches Experiment über Gruppenbeziehungen“, das teils psychoanalytische Konzepte, teils solche aus der „Theorie offener Systeme“ einsetzte.
1977 fand, erstmals nach dem Krieg und der Zeit des Nationalsozialismus, der in zweijährigem Turnus abgehaltene Kongress der IPA in Jerusalem statt. Die Ereignisse auf diesem Kongress setzten in Deutschland wie Israel Prozesse der Auseinandersetzung in Gang, die 1985 in beiden Ländern sichtbare Folgen haben sollten. In Jerusalem erlitt die deutsche Gruppe 1977 eine zwar kränkend erlebte Zurückweisung ihres Wunsches, einen nächsten Kongress – ebenfalls erstmals nach dem Holocaust – in Berlin auszurichten, nutzte diese Kränkung aber für einen intensiven Prozess der Selbstreflexion. An dessen Beginn stand die Einsicht in die „Illusion einer unschuldigen Tradition und Geschichte“. Das Ergebnis wurde bei dem 34. Kongress der IPA 1985 in Hamburg in einer begleitenden Ausstellung vorgestellt, die den selbstreflexiven Prozess nachvollzog.
Im selben Jahr wurde in Israel als Ergebnis des Bemühens um Selbsterkenntnis nach dem Jerusalemer Kongress die OFEK gegründet, eine Organisation, die sich dem Studium von Gruppenprozessen mit Hilfe der Leicesterkonferenzen widmet. Mit Unterstützung und unter Leitung von Eric Miller aus dem Tavistock-Institut in London wurden mit der OFEK in Israel eigene Gruppenbeziehungskonferenzen etabliert.
Bald nach dem IPA-Kongress 1985 in Hamburg und durch ihn angeregt, schlugen Rafael Moses und seine Frau Rina Moses-Hrushevski in Israel eine Forschungsgruppe vor, die selbstreflexive Prozesse beider Gruppen in Gegenwart der jeweils anderen initiieren sollte. Die Entscheidung, dieses Wagnis einzugehen und das Projekt auf den Weg zu bringen, fiel in der Wohnung des Ehepaares Moses, wie Shmuel Erlich, der damals dabei war, erwähnte. Aber weitere 9 Jahre – und das Scheitern mit einem ersten Anlauf – gingen ins Land, ehe die erste Konferenz 1994 in Nazareth endlich stattfinden konnte.
Weil manche die deutschen Juden auf der ersten und zweiten Konferenz schmerzlich vermissten, wandte sich Shmuel Erlich, ein gebürtiger Frankfurter, 1999 kurz vor der dritten Konferenz in einem Offenen Brief an sie, in dem er sie zur Teilnahme ermutigte. Zu dem Weg der deutschen Psychoanalytiker in diese Konferenzen gehörten Hermann Beland zufolge einerseits die „nach wie vor kollektiv wirksam(e)“ Abwehr der Deutschen gegen eine „Vergegenwärtigung des Holocaust“ sowie andererseits der Mangel an einer „überzeugende(n) Einsicht in den Wahnsinn, warum die Deutschen dies (den Holocaust, Anm. d. Verf.) wollten“. Ausführlich beschreibt er die Irrungen und Wirrungen – eigene und die eines Teils der deutschen Gruppe –, die schließlich in eine Beteiligung an diesem Projekt mündeten. Bis 2007 dauerte es, bis zum ersten Mal seit 1922 wieder in Berlin ein Kongress der IPA möglich war.

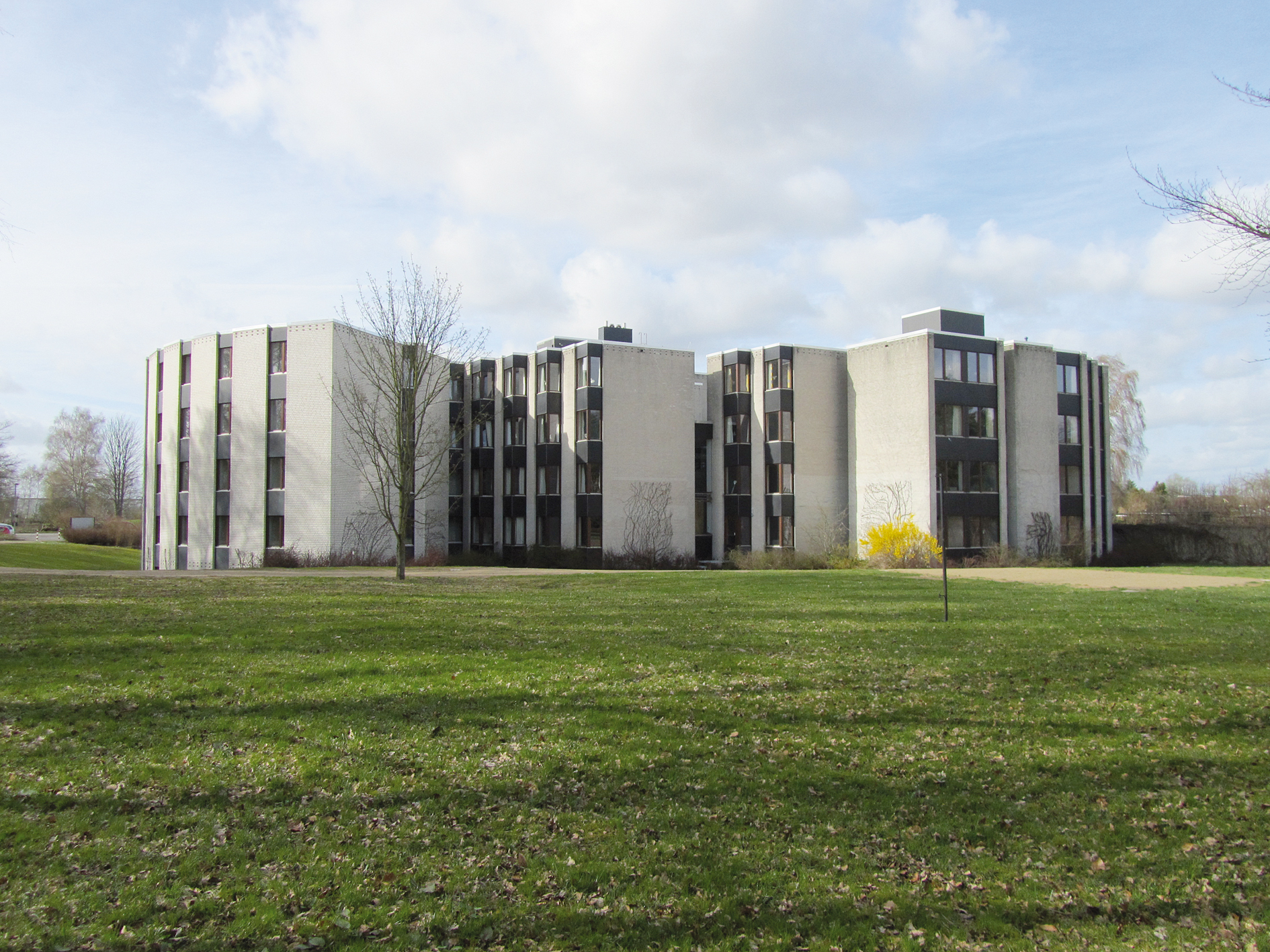
Konferenzort 2000 in Bad Segeberg

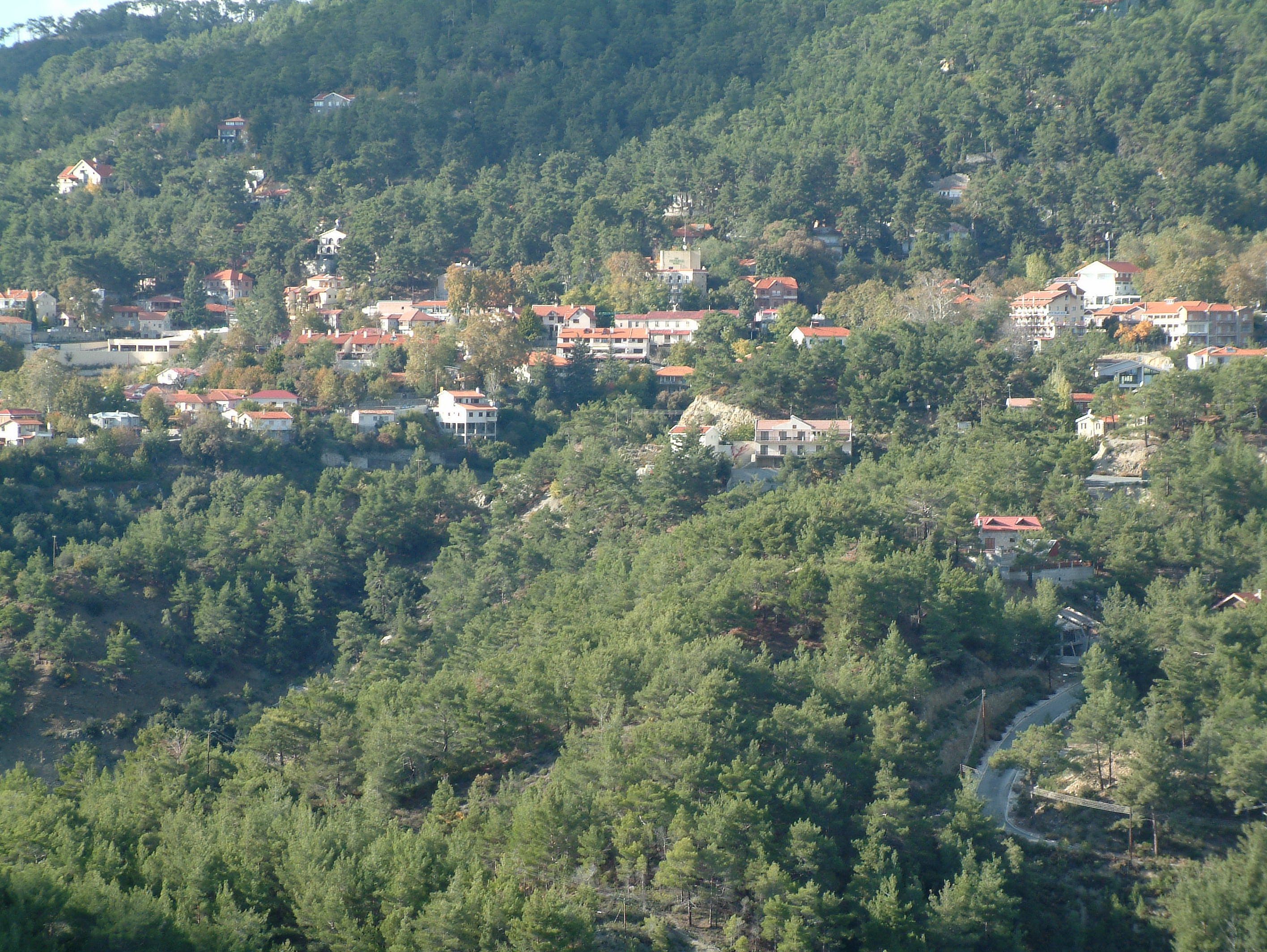
Konferenzort seit 2004 in Platres/Zypern

Direktor der staff genannten Supervisoren-Gruppe war für die ersten drei Konferenzen 1994 und 1996 in Nazareth und 2000 in Bad Segeberg Eric Miller. Sein unerwarteter Tod im Jahr 2002 bewirkte eine Zäsur, ebenso wie im selben Jahr der Tod von Rafael Moses, der von Anbeginn Mitglied des staff war. 2004 ging es auf Zypern mit der vierten und 2006 mit der fünften Konferenz weiter: unter neuem Namen, mit neuem Design und mit Anton Obholzer als neuem Direktor. 2007 wurde die PCCA gegründet – Partners in Confronting Collective Atrocities –, eine non-profit Organisation, mit der sich die Gründer der Nazareth-Konferenzen eine auch nach außen sichtbare Struktur gegeben haben. Ab 2008 übernahm sie fortan die Federführung für die Konferenzen. Im selben Jahr nahmen erstmals Palästinenser teil und in der darauffolgenden Konferenz 2010 waren sie mit Nimer Said auch im staff vertreten.
Im Jahr 2019 wurde die veranstaltende Organisation PCCA mit dem Sigourney Award für die Entwicklung und erfolgreiche Erprobung der angewandten Methode geehrt.

## Aufgabe und Design
Der Titel der drei Nazareth-Konferenzen – „Germans and Israelis: The Past in the Present“ – war zugleich Programm. Er sprach zwei nationale Gruppen an und schlug vor, die Vergangenheit der Beziehung beider Zielgruppen zueinander in der Gegenwart zu erkennen. Damit wurden die Konferenzen zu einem Ort, an dem individuelle und Gruppenidentitäten einander begegnen konnten und Gelegenheit gegeben wurde, die Chancen und Risiken einer solchen Begegnung auszuloten. Es galt herauszufinden, wie das aktuelle Verhältnis zur anderen Gruppe durch die Zugehörigkeit zur eigenen und wie die Gegenwart dieses Verhältnisses durch die Vergangenheit beeinflusst wurde. Zwar war beabsichtigt, dabei auch den zugrunde liegenden, unbewussten Fantasien auf die Spur zu kommen, dennoch war das Ziel kein therapeutisches, sondern Lernen im Augenblick der Begegnung. Um sich dieser schwierigen Aufgabe ungestört vom Alltag der Teilnehmer widmen zu können, stellte das Design der Konferenzen einen sicheren Rahmen zur Verfügung. Members und staff, wie es auf der Konferenz hieß, lebten gemeinsam in einem Haus und arbeiteten für 6 Tage am Thema. Konferenzsprache war Englisch. Der Gebrauch der eigenen nationalen Sprache war zulässig, aber nur sofern alle Anwesenden diese Sprache beherrschten. Durch all dies sollte es möglich werden, nach und nach die eigene Rolle, die in der Konferenz in Anwesenheit der Anderen eingenommen wurde, wahrzunehmen und zu erkunden, wie sie durch frühere und aktuelle seelische und soziale Prozesse beeinflusst war.

## Teilnehmer

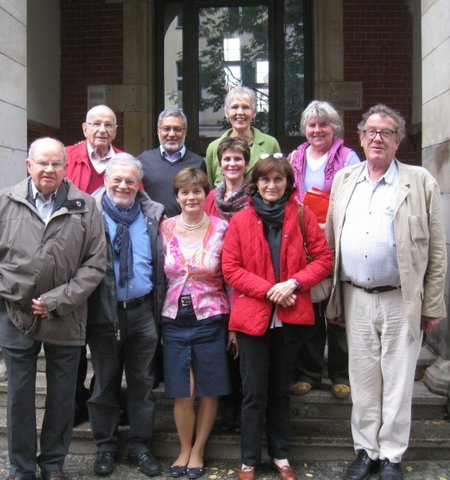
Partners in Confronting Collective Atrocities (Staff: 2011). Vorn: Hermann Beland/DE, Shmuel Erlich/IL, Dorothee C. von Tippelskirch-Eissing/DE, Louisa Diana Brunner/IT, Anton Obholzer/UK. Mitte: Mira Erlich-Ginor/IL. Hinten: Jona Rosenfeld/IL, Fakhry Davids/UK, Veronika Grüneisen/DE, Karin Lüders/DE.

Da die Konferenzen von Anbeginn als ein mutiges und riskantes Unternehmen eingeschätzt und von Psychoanalytikern geplant waren, erging die Einladung zunächst an eine Art geschlossene Gesellschaft: über verschiedene psychoanalytische Fachverbände an deren Mitglieder. Das änderte sich später. Teilnehmer waren Angehörige der Gruppen im Konflikt und Angehörige des staff. Dem staff oblag das Management der Konferenz, er übernahm die Verantwortung für den Rahmen, sicherte also die Grenzen von Raum, Zeit und Aufgabe; er stellte systematisch oder bei Bedarf abzufordernde Berater, sogenannte consultants, bereit und bot Arbeitshypothesen an über das, was gerade geschah. Zugleich war er nicht externer Beobachter, sondern selbst durch die beteiligten Individuen und als Gruppe in den Gesamtprozess involviert.
Die Teilnehmerinnen und Teilnehmer kamen, wie sich herausstellte, nicht nur aus Deutschland und Israel, so dass sich die im Titel angedeutete „Zweiteilung der Welt“ als „Fantasie seitens der Planer“ erwies. Die größte Altersgruppe stellten Angehörige der sogenannten zweiten Generation. Aber auch einige aus der vorausgehenden und Angehörige der nachfolgenden Generation waren vertreten.
Zwar waren für die Teilnahme Deutsche und Israelis eingeladen, in ihrer Identität fühlten sie sich dadurch aber oft nicht angemessen wahrgenommen. Die Frage der Identität war zentral, besonders für die Israelis, denn diese Frage war es, die in der Vergangenheit darüber entschieden hatte, wer leben durfte. Allen Beteiligten war klar, was schließlich Worte fand: „Unsere Eltern würden hier nicht zusammen sitzen“.

## Struktur und Methode
Die einzelnen Teilnehmer standen mit ihrer Geschichte nur scheinbar im Fokus der Betrachtung. Sie konnten versuchsweise wie Repräsentanten ihrer Gruppe betrachtet werden und gaben dadurch Gelegenheit, das Individuelle als bedeutsamen Teil der Gruppenkonflikte zu verstehen. In dem Versuch, Lösungen für diese Gruppenkonflikte zu erarbeiten, wurden verschiedene Gruppenprozesse initiiert und studiert. Wegweisende Arbeitshypothese war, dass den unlösbar erscheinenden Gruppenkonflikten bewusste und unbewusste Haltungen, Gefühle, Reaktionsbereitschaften und Fantasien zugrunde lagen, die nicht selten identitätsstiftend und deshalb schwer aufzugeben waren. Allein die Wahrnehmung dessen ging mit heftigen Affekten einher und setzte bei den Teilnehmern eine hohe Bereitschaft zur Affekttoleranz voraus.
Der Aufgabe der Konferenzen entsprechend, ein tieferes Verständnis von den individuellen und kollektiven Ursachen der Gruppenkonflikte zu erlangen und dadurch die Voraussetzung zu ihrer Lösung zu schaffen, stellte die Methode ein System verschiedener Gruppenkonstellationen bereit, die entweder experimentellen oder reflexiven Charakter hatten. In den einen sollten Erfahrungen im Hier und Jetzt gesammelt und in den anderen ausgewertet werden. Soweit die Erfahrungen einer vorausgehenden Konferenz Veränderungen am Design nahelegten, wurde es entsprechend angepasst. Bis zur dritten Konferenz hatte sich das System der verschiedenen Gruppen zunächst konsolidiert. Plenum, Review- und Application-Group sollten helfen, reflexive Prozesse auf den Weg zu bringen, Small-Study-Group und insbesondere das System Event boten Raum für Erleben, Gestalten und Erfahren, also Begegnung mit sich selbst und anderen. Insgesamt 33 ½ Arbeitsstunden verteilten sich auf 6 Tage – auch am Sabbat. Die Application-Group wurde später aufgegeben.
Während es in den fünf Plena galt, Ereignisse und Erleben aus den anderen Gruppen immer wieder zusammenzutragen und einzelnes Geschehen als Teil des Ganzen betrachten und verstehen zu können, hatten Review- und Application-Group andere Aufgaben. Beide hatten dieselbe Zusammensetzung aus fünf bis sieben Teilnehmern derselben Nation und einen konstanten Berater. In der Review-Group ging es darum herauszufinden, welche Rolle jeder Einzelne im Gesamtsystem der Konferenz eingenommen hatte und ob oder wie sie sich änderte. Die Application-Group gab die Möglichkeit zu erwägen, wie die Konferenzerfahrung zu Hause in der beruflichen oder in anderen Rollen wirksam werden könnte. In der Small-Study-Group saßen beide Nationalitäten mit einem Berater sechsmal zusammen, um das Verhalten der Gruppe als Gruppe zu erleben und zu betrachten. Das System Event schließlich stand mit seinen sieben Sitzungen nicht nur zeitlich im Zentrum der Konferenz. Es begann in zwei Großgruppen getrennter Nationalität ohne Berater; der staff arbeitete durchgehend in einem dritten Raum öffentlich. Das bedeutete, er konnte besucht und seine Arbeit beobachtet werden. In einem fortschreitenden Prozess galt es für die Teilnehmer im System Event, sich darüber zu einigen, wer mit wem, in welchem Raum, mit oder ohne Berater, zu welchem Thema miteinander arbeiten möchte, und das dann umzusetzen. Auf diese Weise entfalteten sich aktuelle Konflikte, die sich nicht selten als den mitgebrachten Konflikten ähnlich erwiesen. Das System Event machte sie, weil aktuell (re)inszeniert, dem Erleben zugänglich und ermöglichte es, sie in ihrer Entstehung und Bedeutung zu beobachten und zu verstehen. Wenn der Prozess zu entgleisen drohte, half der staff mit gezielten Deutungen ein. Das Ziel des Ganzen, so die erklärte Absicht der Initiatoren, ist ein pädagogisches: Lernen durch Erfahrung.

## Verlauf
Jede der drei Konferenzen nahm einen ganz eigenen Verlauf in Abhängigkeit von den Teilnehmern und den durch sie mitgebrachten Geschichten. Standen in der ersten und zweiten Konferenz besonders die Väter und ihr Einfluss auf die Entwicklung von Vorurteilen und Ressentiments im Vordergrund, gerieten in der dritten Konferenz auch die Mütter in den Fokus.
Genau genommen begannen die Konferenzen für viele schon vor ihrem Beginn mit der fast immer bangen Frage: „Hingehen oder nicht?“ Im weiteren Verlauf wurden „bedeutungsvolle Momente“ von allen Anwesenden „in ganz unterschiedlichen Gruppenereignissen erlebt“. Geschichten von „Tätern“ und „Opfern“ und die Folgen des Holocaust für die nachfolgenden Generationen – von Politikwissenschaftlern und Historikern intellektuell längst aufgearbeitet – standen im Verlauf der Konferenzen spürbar und vermittelt durch Einzelschicksale im Raum und zeigten die große Lücke in der individuellen und persönlichen Aufarbeitung. „Fantasien, Träume, Unbekanntes, Unverstandenes, Unausgesprochenes und Unaussprechliches“ wurden lebendig. Damit war der Weg für Veränderung im Individuellen geebnet. Sie könnte Voraussetzung dafür sein, einer auf beiden Seiten bis heute fortdauernden, stummen Weitergabe erlittener Beschädigungen an nachfolgende Generationen Einhalt zu gebieten.
Obwohl die drei Konferenzen in Zusammensetzung und Struktur nicht identisch waren, zeichnete sich in ihrem Verlauf nicht nur für jede einzelne, sondern auch über alle drei Konferenzen hinweg ein prozesshaftes Geschehen ab. Es verdichtete sich in der dritten Konferenz mit der einzigen Deutung, die der staff den Teilnehmern in dieser Konferenz zur Verfügung stellte:
„Die Teilnehmer, die zu dieser Konferenz gekommen sind, haben sich in eine schmerzhafte Situation gebracht, die als grausam erlebt werden kann. Das führt zu größerer Abhängigkeit vom staff, der doch alles aufnehmen sollte, zusammen mit Ängsten, ob er es kann, und mit Enttäuschungen wegen ungenügender Unterstützung. Diese ängstigenden Vorstellungen könnten zu tun haben mit unerwarteten, aber wirksamen Veränderungen im eigenen Identitätsgefühl und mit der Angst, wertgeschätzte Teile der eigenen Identität aufzugeben, wie die Rolle des Opfers (bei den Israelis) oder die Schuld der Täter (bei den Deutschen).“
Eine Teilnehmerin hatte diese Deutung zugleich als sehr beunruhigend, aber auch weiterführend verstanden, weil sie Fragen aufgeworfen hatte, die einer Antwort bedurften:
„Damit hatte der staff, wie mir scheint, etwas Ungeheuerliches ausgesprochen: dass nämlich die Rolle des Opfers bei den Israelis und die Schuld der Täter bei den Deutschen ‚wertgeschätzte‘ Teile der eigenen Identität seien. Das anzuerkennen ist schwer. Doch damit nicht genug. Die Deutung zieht in Betracht, diese Teile der Identität könnten aufgegeben werden. Aber was dann? Würde das nicht bedeuten, dass sich die jüdische Gruppe desidentifizieren müsste von der Opferrolle und sich die nicht-jüdische, deutsche Gruppe desidentifizieren müsste von der Schuld der Täter? Hieße das nicht, sich in tiefem Sinne zu trennen von den Eltern, die doch, nicht nur in der Welt der inneren Objekte, sondern oft auch im wirklichen Leben als Ort zur Verfügung stehen mussten, an dem eigene Vernichtungsängste bzw. -wünsche unbewusst gut untergebracht werden konnten? Wohin mit diesem Erleben, wenn es seinen Ort verlöre? Was hätte das für Folgen, für einen selbst, aber auch für die Begegnung mit den anderen? Wird nicht, wer ein Tabu berührt, selbst zum Tabu? Bange Fragen, die diese Deutung aufgeworfen haben könnte und noch viel mehr davon sind vorstellbar. Eine Veränderung der Identität destabilisiert das Bild, das wir uns von uns, den anderen und der Welt gemacht haben und das ist unvermeidbar mit krisenhaftem Erleben, bangen Fragen und viel Beunruhigung verbunden.“
Ein Teilnehmer der israelischen Gruppe, der zu den sogenannten child survivors gehört, an allen drei Konferenzen teilgenommen und viel zum Thema publiziert hatte, war mit der Frage beschäftigt, ob Juden für Deutsche ein Gesicht haben. Er hatte in der dritten Konferenz eine besondere und absichtsvoll provozierende Rolle eingenommen, indem er während der ganzen Zeit eine Plastiktüte mit sich herumtrug, in der sich neben anderer Habe eine seiner Veröffentlichungen befand, die er zum Kauf anbot. Darin schreibt er:

“Also we, the professionals, like the rest, are unable to look into the eyes of those who return from death.”

„Auch wir, die Fachleute, sind wie alle anderen unfähig, jenen in die Augen zu schauen, die vom Tod zurückgekehrt sind.“

Einander in die Augen schauen zu können, war eines der Ziele dieser Konferenzen.

## Ergebnis
Die Ergebnisse der Konferenzen waren untereinander verschieden und dabei ganz individueller Art. Eine Teilnehmerin formulierte es so: „Hinschauen können, kann helfen, zu erkennen, wie sich der andere von meinen Fantasien über ihn unterscheidet. Das entlässt mich aus der Knechtschaft meiner Fantasien und den anderen aus der Welt meiner inneren Objekte, über die ich verfüge, in die Welt derer, die mir als Subjekt gegenübertreten können und über die ich nicht mehr verfüge. Dann, aber erst dann, haben beide die Freiheit, eine Beziehung zueinander einzugehen, oder aber, es sein zu lassen.“
Daneben konnten als kollektives Ergebnis zwei Bücher erscheinen, eines in deutscher, eines in englischer Sprache, beide fast zeitgleich als freiwilliges Gemeinschaftswerk. Zusätzlich zu einigen Kapiteln zum Verständnis des Projektes, seiner Geschichte und über Design und Struktur der Konferenzen wurde die Konferenzerfahrung der Teilnehmer als Collage dargestellt: thematisch geordnete Einzelbeiträge namentlich genannter Mitautoren. Mira Erlich-Ginor, die von den Beteiligten autorisiert war, aus ihren Beiträgen eine Collage zusammenzustellen, schrieb dazu in ihrer Einleitung: „Es gibt so viele Konferenzerzählungen wie die Zahl der Konferenzteilnehmer groß ist.“
Die Collage wurde, obwohl alle angeschrieben und um Beteiligung gebeten waren, im Wesentlichen von Teilnehmern getragen, die den Konferenzen positiv gegenüberstanden. Kritische Positionen finden sich kaum. Doch haben die beiden Bücher dazu beigetragen, dass das Projekt einer breiteren Öffentlichkeit zugänglich wurde und die Leser von den persönlichen und oft schmerzlichen Erfahrungen der Teilnehmer aus erster Hand erfahren konnten.
Die Konferenzen wurden in Deutschland und Israel recht unterschiedlich rezipiert: „Im Gegensatz zu der sehr positiven Bewertung unserer Arbeit in Deutschland und anderswo, war dies nicht so in Israel“. Dennoch war die Einschätzung „jener Israelis, die an der Konferenz teilnahmen, entschieden positiv, tief beteiligt und dankbar.“
Durch Vorträge, Präsentationen und Veröffentlichungen erfuhr die Arbeit der Konferenzen internationale Aufmerksamkeit – zunächst in der psychoanalytischen Gemeinschaft. 2009 war absehbar, dass sie „eine Zukunft haben“. Eine Website wurde eingerichtet und mit der PCCA haben sich die Konferenzen allen Interessierten geöffnet, so dass sich das Projekt nun auch anderen nationalen Gruppen im Konflikt zuwenden konnte.